# ديفيد ريزيو

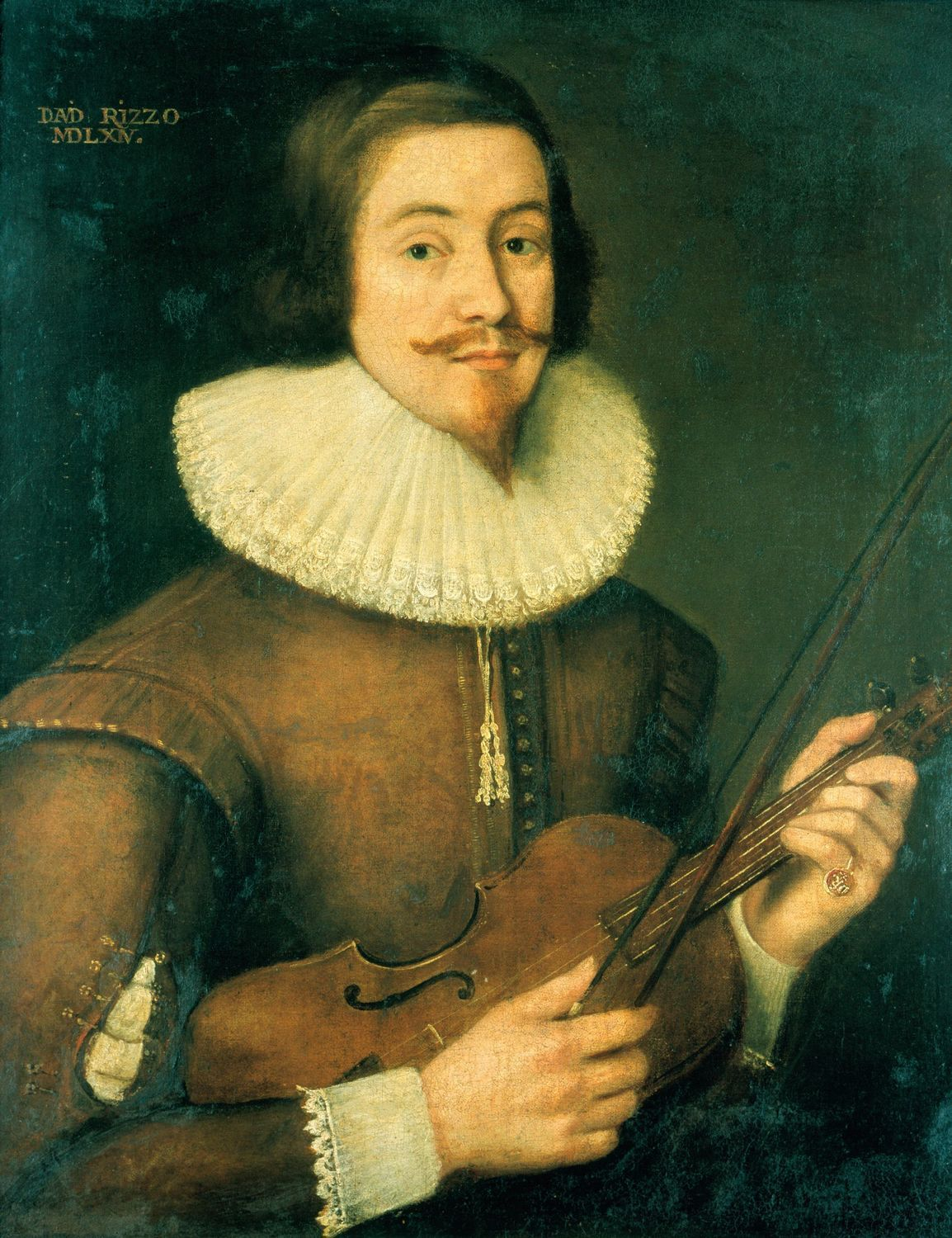
صورة من القرن السابع عشر، قيل إنها لديفيد ريزيو، السكرتير الخاص لماري ملكة اسكتنلدا. تصفه الروايات المعاصرة بأنه قبيح وقصير و أحدب. المجموعة الملكية، هوليرودهاوس.

ديفيد ريزيو ( حوالي 1533 - 1566) ، كان إيطاليًا وهو أحد أفراد الحاشية الملكية، وُلِد بالقرب من تورينو ، وهو من سلالة أسرة قديمة ونبيلة لا تزال تعيش في بيدمونت ، ترقى ليصبح السكرتير الخاص لماري ملكة اسكتلندا. يقال إن زوج ماري اللورد دارنلي كان يشعر بالغيرة من صداقتهما، بسبب شائعات بأنه قد قام بتلقيح ماري، وانضم إلى المؤامرة عدد من النبلاء البروتستانت بقيادة باتريك روثفن. كان قتل ريزيو هو العامل المساعد لسقوط دارنلي، وكانت له عواقب وخيمة على فترة حكم ماري اللاحقة. كانت ماري تتناول العشاء مع ريزيو وعدد قليل من السيدات عندما دخل عليهن دارنلي واتهم زوجته بالزنا وبعد ذلك أمر مجموعة من الفرسان بقتل ريزيو. الذي هرع بالاحتماء خلف ماري. تم احتجاز ماري تحت تهديد السلاح وطعن ريزيو عدة مرات. تلقي جسده 57 طعنة.